# Rozptýlená zeleň

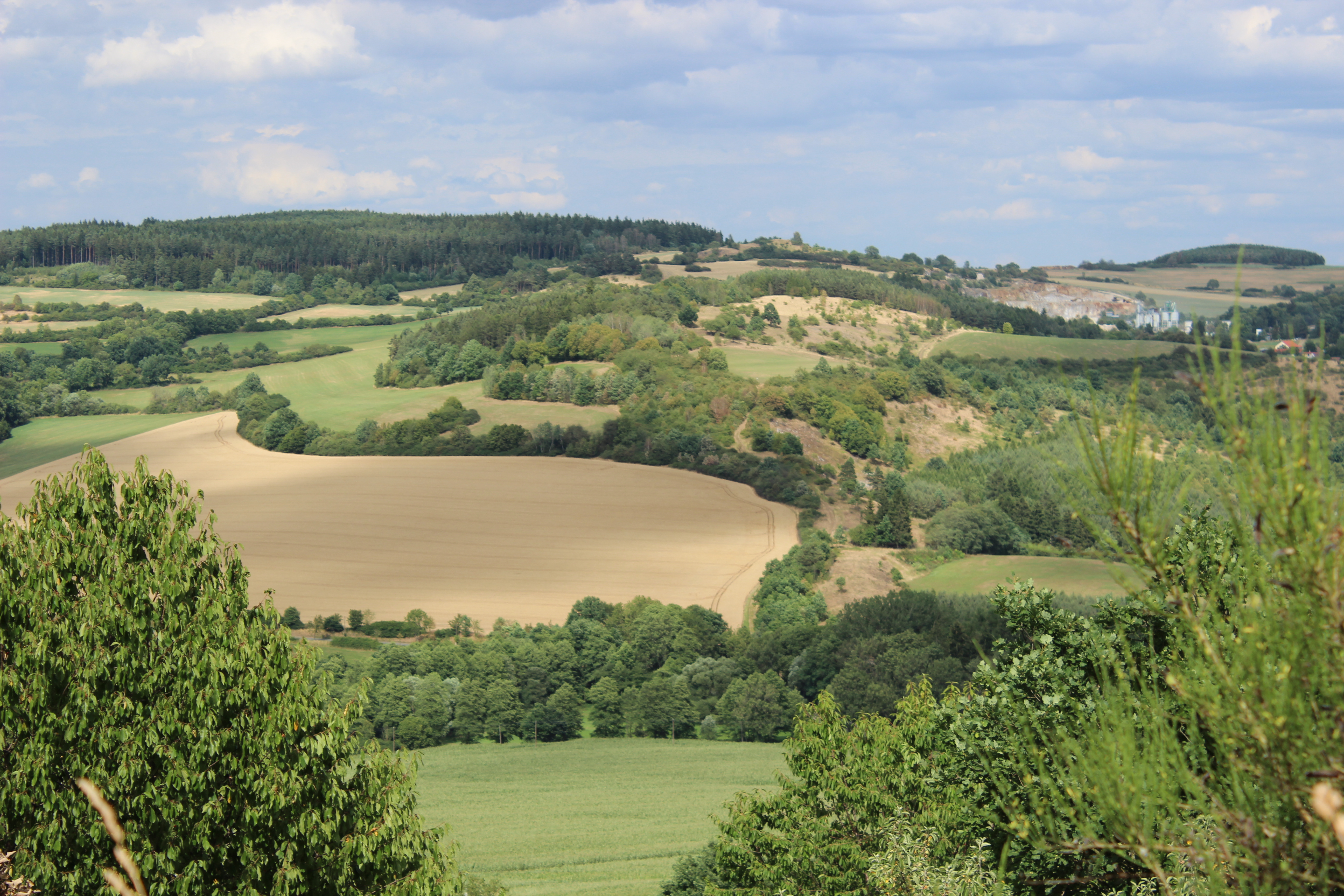
Krajina s rozptýlenou zelení na Sedlčansku

Rozptýlená zeleň je souhrnné označení pro dřeviny rostoucí v krajině mimo lesní, plantážní či sadovnické kultury. Jedná se o velmi různorodé porosty různé velikosti i složení, zpravidla ale do 3 ha rozlohy. Její definice a ochrana je v ČR vymezena zákonem č. 114/1992 Sb., o ochraně přírody a krajiny.

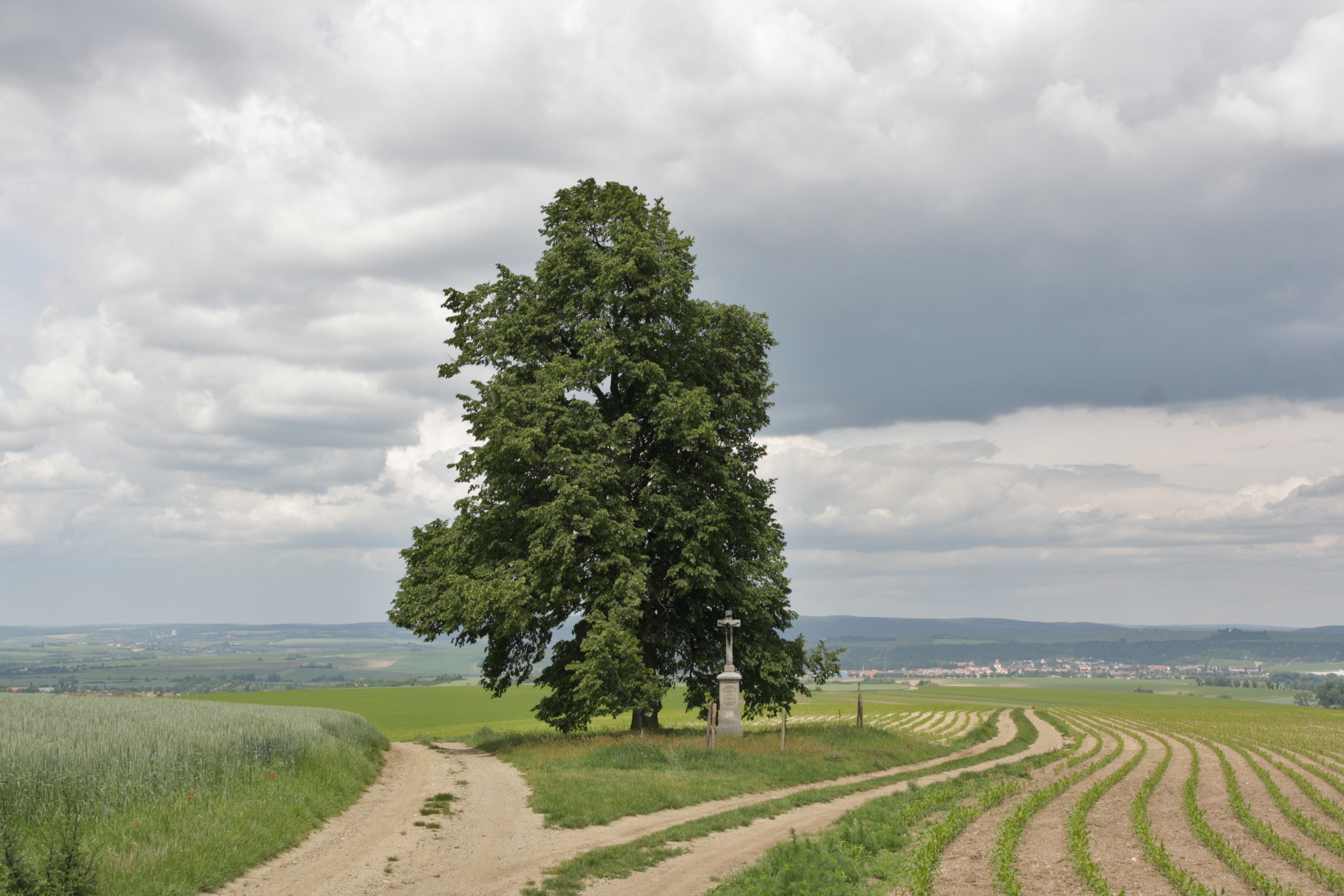
Solitérní stromy u drobných sakrálních památek přinášejí oživení do jinak fádní zemědělské krajiny (Kobeřice u Brna)

## Popis
Rozptýlená zeleň může v zásadě nabývat tří hlavních podob:
- Liniová: například remízky, křovinaté meze a lemy cest nebo vodních toků, aleje a stromořadí, větrolamy
- Plošná: háje a lesíky, porosty křovin a opuštěné plochy v různých stadiích sukcese, zarůstající sady
- Bodová: solitérní stromy, často památné, například v kombinaci s památkami drobné sakrální architektury

Co do vzniku mohou být porosty vzniklé spontánně (náletem dřevin na opuštěnou plochu), nebo uměle, cílenou výsadbou, případně kombinací obou způsobů.

## Historie

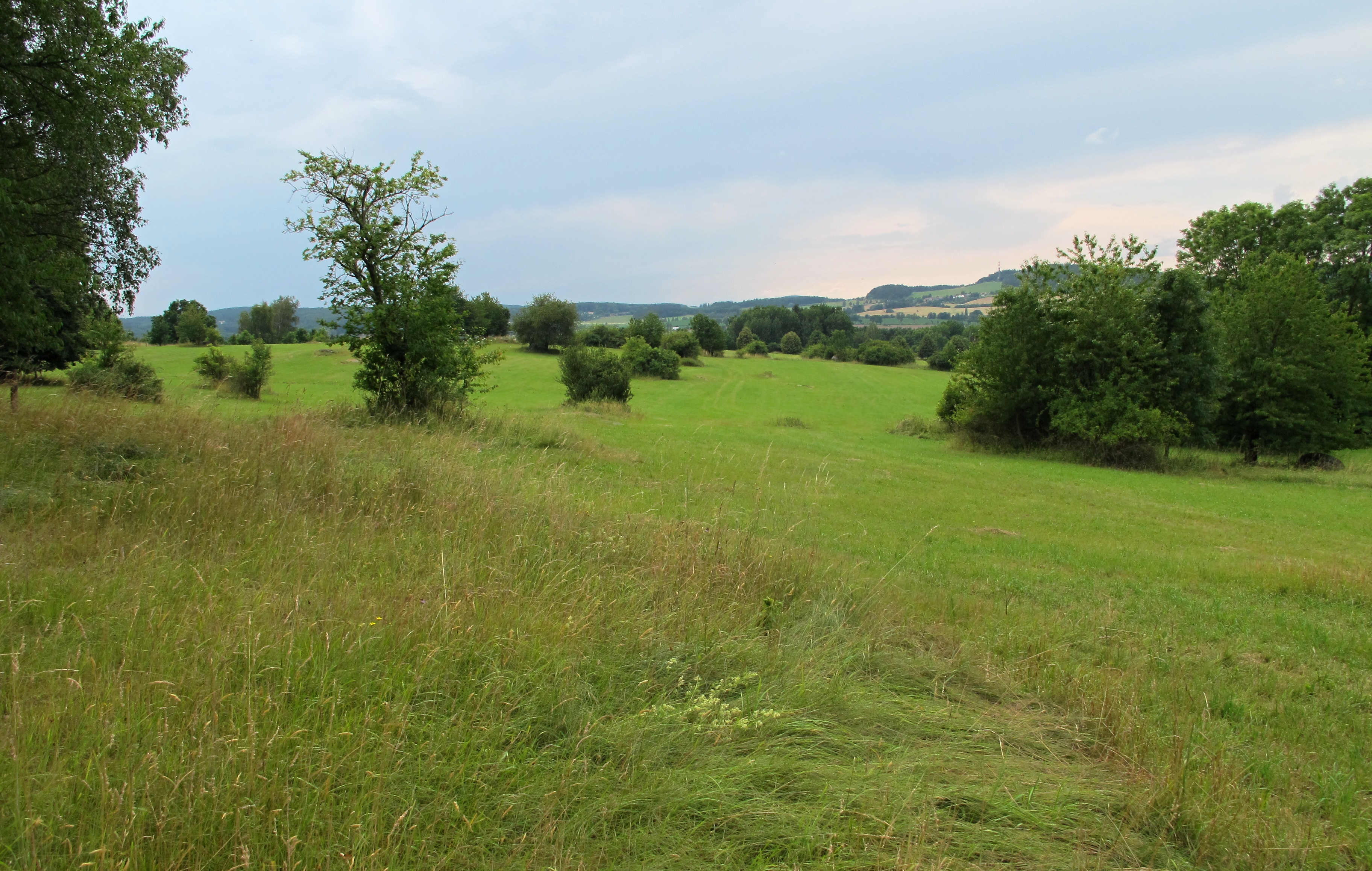
Prvky rozptýlené zeleně v zemědělské krajině

Ve druhé polovině 20. století byla rozptýlená krajinná zeleň cíleně potlačována v rámci kolektivizace zemědělství a scelování pozemků do velkých polních lánů. V souvislosti s aktuální zemědělskou politikou zaměřující se krom produkce též na trvalou udržitelnost hospodaření v krajině jsou prvky krajinné zeleně znovu cíleně obnovovány, též s pomocí zemědělských dotací.

## Význam
V krajině má rozptýlená zeleň nenahraditelný význam pro biodiverzitu. Obecně poskytuje útočiště rostlinám a živočichům, které nenacházejí v okolní zemědělsky využívané krajině; liniové prvky slouží jako biokoridory. Porosty mohou sloužit i k hospodářské produkci (dřevo, plody, produkce medu). Nezanedbatelný je také její význam hygenický, krajinotvorný, půdoochranný, klimatický a estetický.